# Thalamegos

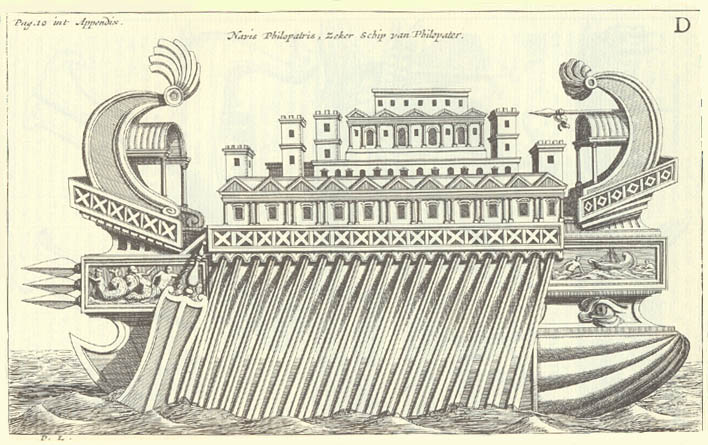
Il Thalamegos, in un disegno di Nicolaes Witsen del 1671

Il Thalamegos (in greco antico θαλαμηγός "capo della camera/camere"; da θάλαμος thálamos "camera, camere" e ἡγεῖσθαι hegeísthai "condurre, guidare") era un magnifico panfilo reale, usato sulle acque del Nilo, lungo 115 m, largo circa 14 m e alto circa 20 m, con doppio scafo simile a un catamarano, che trasportava un enorme palazzo a due piani.
Il sovrano egiziano Tolomeo IV Filopatore fece costruire la nave per sé e per la moglie Arsinoe III.
Successivamente anche la regina Cleopatra, utilizzò panfilo reale, con il quale risalì il fiume Cidno fino a incontrare il triumviro Marco Antonio, entrando nella città di Tarso in maniera trionfale per mostrare tutta la propria ricchezza; per giorni furono ospitati sontuosi banchetti a bordo, con l'intenzione, riuscita, di impressionare e conquistare il generale romano e tutto il suo seguito.

## Descrizione
Lo scafo della nave consisteva in due monoscafi in legno collegati tra loro, con un timone rialzato, leggermente arretrato e dotato di uno sperone. Davanti all'edificio del palazzo c'era un grande albero con pennone sulla prua, che serviva solo per la decorazione, forse una vela ausiliaria. L'edificio del palazzo di Thalamegos era composto da un piano terra e da un primo piano. Il piano terra era fiancheggiato da sottili colonne corinzie, mentre il primo piano era quasi interamente formato da una facciata di finestre. Al di sotto si trovava un fregio dipinto. Il Thalamegos non era stato progettato per il mare aperto, ma solo per il Nilo e le sue acque laterali. Inoltre, una sola vela non sarebbe mai stata sufficiente a far avanzare un simile gigante. L'enorme nave veniva trainata da navi più piccole o da terra.
All'interno c'erano due grandi sale di rappresentanza per il re e la regina. Entrambi avevano le proprie camere da letto, non ce n'era una comune. La sala di ricevimento del re era più grande di quella della regina, ma non più magnifica. Le stanze erano arredate in avorio (figure, ornamenti), cedro (colonne, rivestimenti), oro (disegno del soffitto) e marmo (pareti, colonne, figure); i divani da pranzo erano decorati con coperte persiane. Inoltre, erano presenti repliche di grotte con statue. Un fregio d'avorio lungo 20 metri ornava la sala di stato della regina. La decorazione interna ed esterna era orientata verso l'architettura greca, non egizia, tipica del comportamento edilizio tolemaico.
Inoltre il Thalamegos, al piano superiore, aveva un piccolo tempio circolare, dedicato ad Afrodite, per onorare la regina Arsinoe. Tutti i materiali erano di altissima qualità e di squisito splendore, persino il cordame si dice fosse tinto di porpora. Vista sotto questa luce, questa magnifica nave, che in linea di principio consisteva solo di magnifiche stanze, era all'altezza del suo nome di "prima" o "scala" delle camere.
Per il re Tolomeo IV Filopatore, la nave era anche una sorta di oggetto di propaganda o di dimostrazione della sua regalità. Poiché il nome della nave può essere tradotto anche come "promotore delle camere" (= palazzo), anche il nome Thalamegos si adatta a questo programma. Esiteva anche un'altra nave da esposizione, la Tessarakonteres (in greco antico τεσσεράκοντα "quaranta").